# Revolució alemanya de març
La Revolució alemanya de març o Revolució alemanya de 1848-1849 va ser l'esdeveniment revolucionari que va tenir lloc entre el març del 1848 i finals del 1849 a la Confederació Germànica, sobretot a Àustria i a Prússia, i a les seves zones fora de la Confederació. El seu objectiu era acabar amb el règim de la noblesa, establir-hi un Parlament, la llibertat de premsa i d'opinió.
La interpretació que preval als esdeveniments revolucionaris alemanys de 1848 considera que els seus objectius no es van aconseguir. Tot i això, les conseqüències i el desenvolupament posterior de la situació política alemanya són conseqüents amb molts dels seus objectius estructurals.

## Context històric

Mapa polític de la Confederació Germànica (1815–1866), amb 41 estats

### El 1848 a Alemanya: el fracàs de la unitat i la llibertat

#### Revoltes a les ciutats i al camp
A la situació revolucionària també van descarregar-se tensions socials. La subclasse estàtica, assalariats, artesans i proletaris, havia patit molt als darrers anys pels problemes estructurals causats per la progressiva industrialització. Entre el 1845 i el 1846 la misèria generalitzada de les masses de les ciutats es va agreujar encara més per dues collites dolentes i per una depressió econòmica. A les zones rurals va haver-hi aixecaments violents: la població rural al centre i al sud d'Alemanya, així com a Silèsia, va unir-se contra els senyors i funcionaris del govern, atès que fins i tot després de l'Alliberament dels Camperols encara havien de fer treballs asfixiants i pagar uns imposts exorbitants. Les protestes socials van donar lloc a una revolució massiva. Tan aviat les exigències dels camperols van quedar satisfetes, aquests van desistir ràpidament de més procediments revolucionaris.

#### Revolució al Regne de Saxònia
A Dresden, la capital del Regne de Saxònia, el poble va sortir al carrer demanant al rei Frederic August II una reforma electoral i un increment de la justícia social. Tanmateix, el govern va decidir aixafar la revolta, raó per la qual molts líders de l'aixecament van veure's obligats a fugir, entre ells el músic Richard Wagner, qui va haver de deixar Dresden el 9 de maig per evitar ser detingut i es va exiliar a Zúric, a Suïssa. El 1849, molts altres van fer el mateix a l'altra banda de l'Atlàntic. Molts saxons, com Michael Machemehl, van exiliar-se a Texas, on van formar una comunitat germano-texana.

#### Revolució a Prússia
A Alemanya, la revolució s'estengué per Berlín i la família reial hagué d'abandonar la ciutat fins que pogué restituir l'exèrcit i esclafar la revolta, i després dels avalots de Berlín (15-18 de març), el rei Frederic Guillem IV de Prússia declarà el propòsit d'impulsar la reunificació alemanya i d'establir un règim parlamentari, però més tard, en vista de les victòries dels contrarevolucionaris austríacs, es limità a promulgar una constitució que mantenia gairebé intacta l'autoritat reial; l'actitud de Frederic Guillem IV fou imitada pels altres prínceps.

#### Revolució a Viena

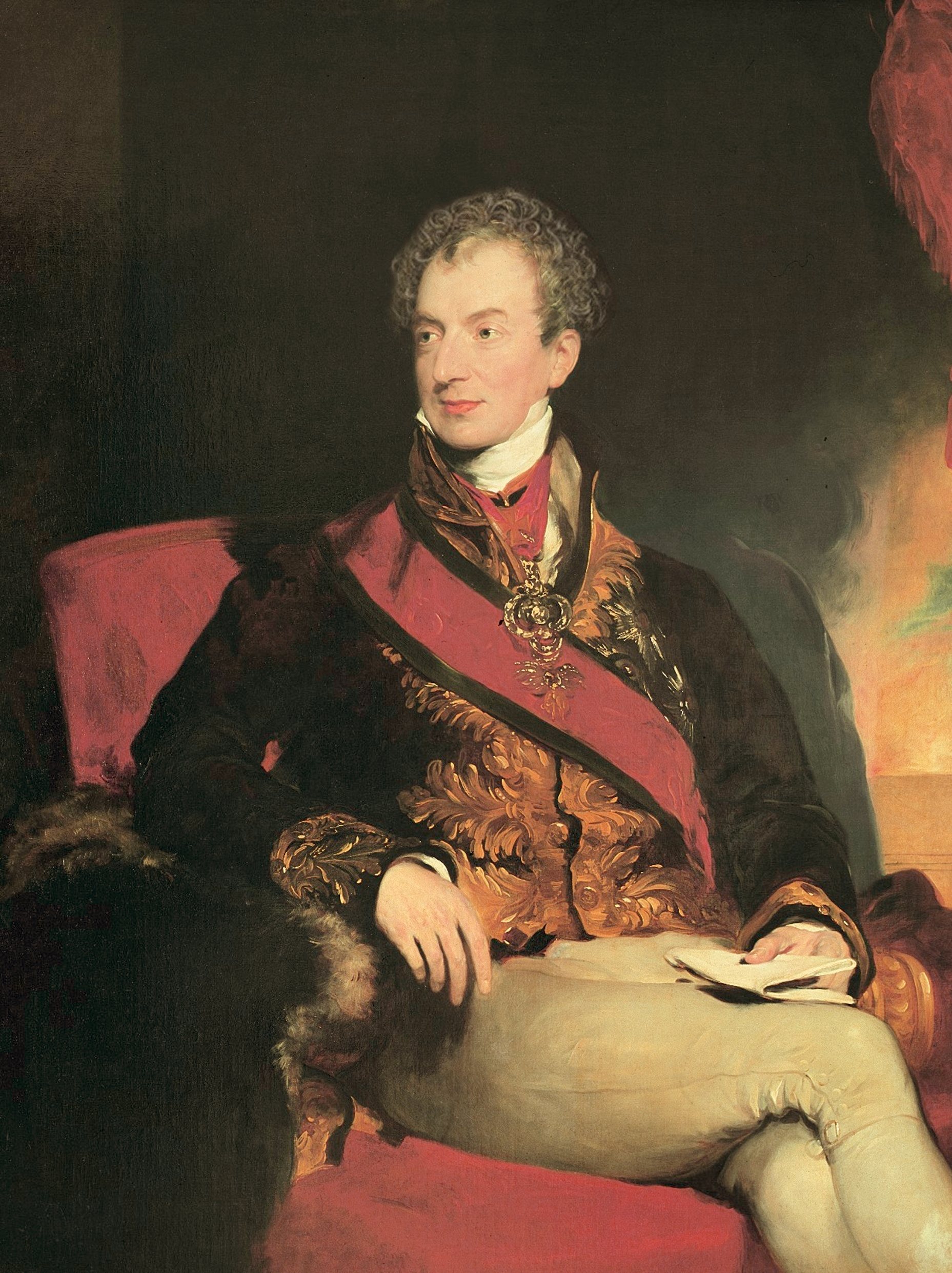
El Príncep de Metternich (1773–1859).

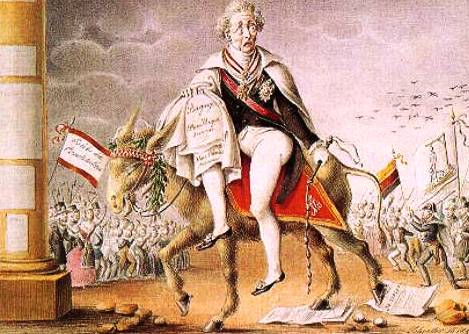
Caricatura contemporània de la fugida de Metternich (març de 1848).

Impressionats pel vigor del moviment popular, els monarques a Viena i a Berlín van mostrar-hi poca resistència, àdhuc si aquesta va arribar a esdevenir una sanguinària col·lisió entre les tropes governamentals i els revolucionaris. A Viena, la multitud va irrompre a la Dieta el març del 1848, raó per la qual es coneix aquest esdeveniment com la Revolució de març. Quan, a la deliberació de l'Assemblea de Baixa Àustria els parlamentaris no van mostrar-s'hi d'acord immediatament amb les exigències del poble i els militars van tractar de dispersar la multitud, l'escalada de tensió i d'atacs va precipitar-se. Els soldats van disparar cegament contra el poble i van matar-ne cinc manifestants; tot seguit va haver-hi batalles sanguinàries als carrers. El Hofburg de Viena va decidir calmar la situació mitjançant concessions als manifestants. Klemens von Metternich, el repudiat representant del vell sistema, va ser assenyalat com a boc expiatori. Va ser obligat a abdicar i va haver de fugir. A Viena es va celebrar aquest esdeveniment com un triomf revolucionari.

## Assemblea Nacional a Frankfurt
L'estès desig d'una unificació alemanya aplegà a Frankfurt una assemblea nacional (1848-49) que redactà una constitució que prefigurava la del II Reich. El Parlament oferí la corona al rei prussià a canvi d'acceptar una constitució liberal a la qual el rei es negà i nomenà l'arxiduc Joan com a Regent del Regne.

## Fracàs de la revolució
Quan la classe mitjana i els components de la classe treballadora de la Revolució es van dividir, l'aristocràcia conservadora la va derrotar. Els liberals es van veure obligats a l'exili per escapar de la persecució política, on van passar a ser coneguts com a quaranta-vuit. Molts van emigrar als Estats Units, instal·lant-se de Wisconsin a Texas.